# Římskokatolická farnost Nové Lublice
Římskokatolická farnost Nové Lublice je územní společenství římských katolíků s farním kostelem Nejsvětější Trojice v Nových Lublicích.

## Kostely a kaple na území farnosti
- Kostel Nejsvětější Trojice v Nových Lublicích